# Leptosiella parallela
Leptosiella parallela är en skalbaggsart som först beskrevs av Conrad Ritsema 1881.  Leptosiella parallela ingår i släktet Leptosiella och familjen långhorningar. Inga underarter finns listade i Catalogue of Life.